# Круг (албум Индире Радић)
Круг је назив петог студијског албумa Индире Радић, издат је за Зам продукцију. Индира је само један албум издала за ПГП РТС, у који је дошла из Јужног ветра, и после његовог незнатног успеха, одлучила да још једном промени издавача. Круг је био најуспешнији албум у њеној дотадашњој каријери, и скоро све песме биле су хитови. Индира је тада отишла на прву у каријери турнеју по Југославији и одржала своје прве солистичке концерте. Ово је заправо био албум са којим је њена каријера нагло добила полет.

## Песме
На албуму се налазе следеће песме: